# Piero Antonini
Piero Antonini (Roma, 18 de agosto de 1968) es un deportista italiano que compitió en voleibol, en la modalidad de playa. Ganó una medalla de bronce en el Campeonato Europeo de Vóley Playa de 1995.

## Palmarés internacional
| Campeonato Europeo | Campeonato Europeo             | Campeonato Europeo | Campeonato Europeo |
| Año                | Lugar                          | Medalla            | Pareja             |
| ------------------ | ------------------------------ | ------------------ | ------------------ |
| 1995               | Saint-Quay-Portrieux (Francia) | Medalla de bronce  | Dionisio Lequaglie |